# 恋の骨折り損 (2000年の映画)
『恋の骨折り損』（こいのほねおりぞん、Love's Labour's Lost）は2000年のイギリス・フランス・カナダ・アメリカ合衆国のミュージカル映画。ウィリアム・シェイクスピアの戯曲『恋の骨折り損』の映画化だが、舞台は第二次世界大戦直前の1939年に設定され、ブロードウェイのスタンダード・ソングをちりばめられたミュージカル仕立てになっている。

## ストーリー
ナヴァール王国の王であるフェルディナンドは、勉学に励むためにこれから3年の間は、毎晩3時間しか寝ないとか、女性と会うことはしないといっと内容の誓いを立てることを思いつく。フェルディナンドはビローン、デュメイン、ロンガヴィルという3人の学友に、同じ誓いを立てるようにと勧める。ビローンは人生における愛の重要性を語って渋るが、結局は共に誓いを立てた。
そんな折、フランスの王女が交渉のためにナヴァールにやって来るという。さっき誓いを立てたばかりの王は焦り、宮殿に女性を入れてはならぬと王女たちを野外でもてなすことにするが、王女と御付の侍女たちを見たフェルディナンドと3人は、それぞれが恋に落ちてしまう。

## キャスト
- ビローン: ケネス・ブラナー
- ナヴァラ王フェルディナンド: アレッサンドロ・ニヴォラ
- ロンガヴィル: マシュー・リラード
- デュメイン: エイドリアン・レスター
- フランス王女: アリシア・シルヴァーストーン
- ロザリン: ナターシャ・マケルホーン
- キャサリン: エミリー・モーティマー
- マリア: カルメン・イジョゴ
- コスタード: ネイサン・レイン
- ドン・アルマード: ティモシー・スポール
- ジャケネッタ: ステファニア・ロッカ
- ボイエ: リチャード・クリフォード
- ナサニエル: リチャード・ブライアーズ
- ホロフェルニア: ジェラルディン・マクイーワン（英語版）
- ダル: ジミー・ユール
- モス: アンソニー・オドネル（英語版）
- マルケイド: ダニエル・ヒル（英語版）